# 單簧管
單簧管，臺湾又稱豎笛、黑管，是一种木管乐器，從夏盧摩笛（法語：Chalumeau，一種古代的單簧低音樂器）發展而來的，形成於17世紀末，訛傳是由德國的長笛製造家丹纳（Johann Denner，1655年—1707年）所發明，但這一說法未有實據支持。最早為人所知的單簧管音樂收在阿姆斯特丹的羅傑（Estienne Roger）出版的曲集內（1716年再版）。從大約1780年起，單簧管被一些最大的管弦樂隊採用。現代單簧管則是在1800—1850年發展而成的。

## 外形，構造
單簧管的管身通常用非洲黑檀木製造，亦有由其他木料、塑膠或金屬製成。有一個鳥嘴形的吹口和圓形的接駁筒，管體成圓筒形，並可裝拆，下端為開放的喇叭口。

## 吹奏方法
在吹口處固定一塊簧片，吹奏者通過簧片和吹口的空間吹氣時，並配合下唇適當的壓力，簧片尖會產生振動，使樂器管內的空氣柱開始振動，因而發出柔美的音色。

## 音域
單簧管擁有極闊的音域，差不多有4個八度，能涵蓋人聲的絕大部份範圍，在任何的音區，其音量的大細都能控制自如，相比雙簧管，單簧管更能處理大幅度的旋律變化。單簧管在不同音區都有獨特的音色：低音區深沉，中音區渾厚，高音區明亮，音色又接近人聲，適合表現各種音樂性格，是樂隊中不可缺少的組成部分。

## 種類
現時常用於管弦樂隊的單簧管有以下類別：
- B♭調、A調單簧管
- E♭調高音單簧管
- B♭調低音單簧管

降B調單簧管是常見的單簧管，在管樂團，則再會加上E♭調中音單簧管
單簧管是木管樂器中最先推行常規四管制，事實上當幾款變種樂器包括短笛、英國管、低音單簧管及低音巴松管成為管絃樂團的常規樂器後，木管樂器便逐漸由雙管制變成三管制。19世紀末期起，低音單簧管已經不再由單簧管手兼任，同時高音單簧管亦加入編制時，為免令原來單簧管聲部被分薄，因此作曲家都會額多安排多一位單簧管手兼顧高音單簧管，慢慢變成了現今單簧管聲部都比其他木管聲部多1位樂手。
| 名稱                                | 調性 | 註釋 | 音域 (實音) |
| ----------------------------------- | ---- | --- | ----------- |
| 倍高音單簧管                        | A♭   | 罕用，只應用以意大利軍樂隊及近代音樂合奏。 |             |
| 高音單簧管                          | E♭   | 擁有獨特和突出的音色，和單簧管非常配合。樂隊中常和長笛演奏旋律性的樂段。 |             |
| 高音單簧管                          | D    | 曾經出現，但因E♭調高音單簧管的出現，很快便被取代。 |             |
| 單簧管                              | C    | 聲音比B♭調及A調明亮。曾於古典時期流行過，現時已經罕用。 |             |
| 單簧管                              | B♭   | 現時最常用的制式。獨奏、室樂或管絃樂團皆能應用, 古典時期則較常用於降調號樂曲。 |             |
| 單簧管                              | A    | 比 B♭ 調單簧管能奏出更豐厚的音色, 古典時期較常用於升調號樂曲。 |             |
| 巴塞單簧管                          | A/B♭ | 由巴塞號演變出來的樂器，具備單簧管及巴塞號的特徵。它比A調單簧管有更闊的音域，和巴塞號一樣能吹奏至C3譜音(即B♭2或A2實音)。古典時期經常應用的樂器。甚至莫扎特所寫的《單簧管協奏曲，K.622》其實亦是應用A調巴塞單簧管，但現時已被A調單簧管所取代。 此外莫扎特晚期的歌劇《狄托的仁慈》（La Clemenza di Tito）也有一段咏嘆調是用B♭調巴塞單簧管。 |             |
| 巴塞管                              | F    | 於18世紀中後期出現的樂器，同樣能伸延至C3(F2實音)。由於過長，吹嘴及喇叭口部份為彎曲。莫扎特時期亦出現另一種款式，上半段管身向內彎曲45度。但19世紀初便遭淘汰。直至近代才開始有生產商重新製造，個別近代作曲家亦有為巴塞號創作樂曲。 |             |
| 中音單簧管                          | E♭   | 管樂團常用樂器，但在管絃樂團則屬罕見。 |             |
| 低音單簧管                          | B♭   | 管絃樂團中最常用上的單簧管低音聲部，亦出現於管樂團及爵士樂。 |             |
| 倍中音單簧管 (又可稱E♭倍低音單簧管) | EE♭  | 多用於單簧管合奏團。 |             |
| 倍低音單簧管                        | BB♭  | 多用於單簧管合奏團。當演奏近代音樂時亦間中在管絃樂團使用。 |             |

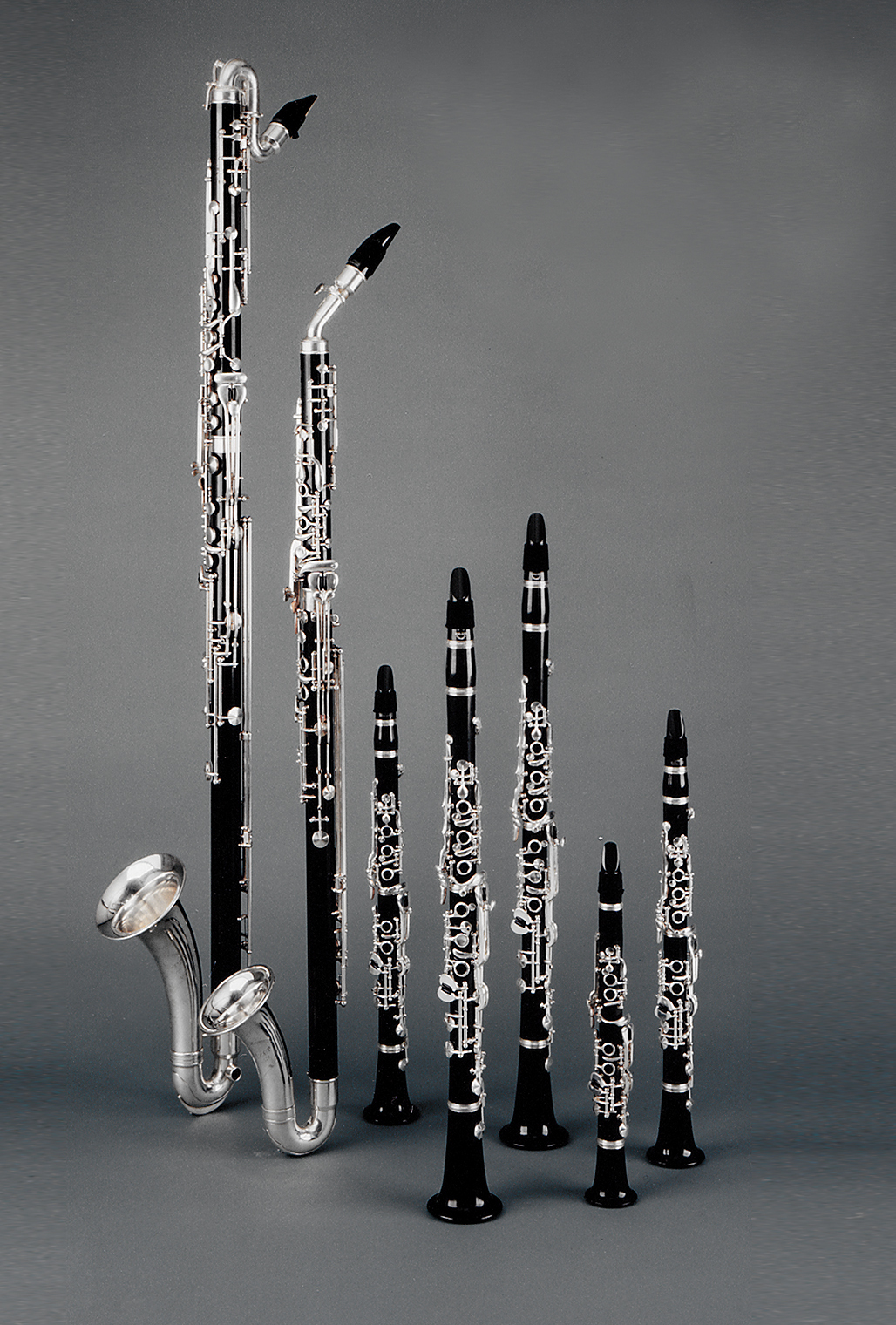
德商沃利策（Wurlitzer）的單簧管系列樂器，左起依序為：低音單簧管，巴塞管，D調單簧管，B♭調單簧管，A調單簧管，G調高音單簧管，E♭調高音單簧管，以及巴塞單簧管

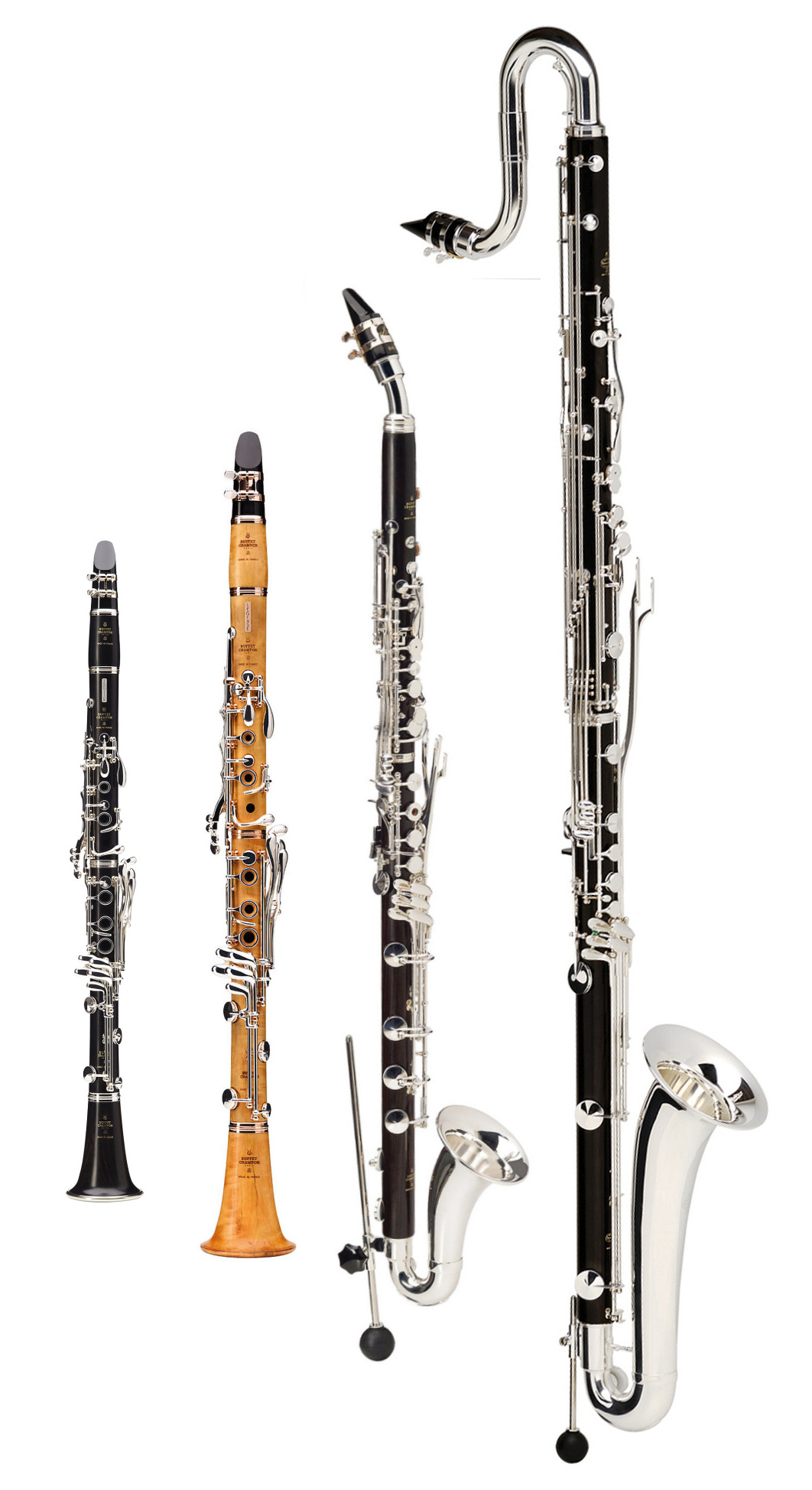
法商比費·庫姆布恩的單簧管系列樂器，左起依序為：E♭調高音單簧管，黃楊木製成的B♭單簧管，F調巴塞管，E♭調倍中音單簧管

在單簧管合奏團中亦有用上 EEE♭ 和 BBB♭ 加倍低音單簧管，但現時仍屬試驗階段。

## 代表作品
- 莫扎特：《A大调单簧管协奏曲》K.622
- 莫扎特：《A大调单簧管五重奏》K.581
- 卡爾·馬利亞·馮·韋伯：《小协奏曲》
- 卡爾·馬利亞·馮·韋伯：《第一单簧管协奏曲》
- 卡爾·馬利亞·馮·韋伯：《第二单簧管协奏曲》
- 布拉姆斯：單簧管三重奏 Op.114
- 布拉姆斯：單簧管五重奏 Op.115
- 布拉姆斯：單簧管奏鳴曲 Op.120-1,2
- 柯普蘭：單簧管協奏曲
- 德布西：第一號狂想曲

## 著名演奏家

### 美國
- 賴瑞·康姆（Larry Combs）
- 艾迪·丹尼爾（Eddie Daniels）
- 史坦利·杜拉克（Stanley Drucker）
- 班尼·顧德曼（Benny Goodman）
- 雷吉纳德·凯尔（Reginald Kell）
- 查理·奈迪西（Charles Neidich）
- 理查·史托茲曼（Richard Stoltzman）
- 亞提·蕭（Artie Shaw）
- 大衛·席夫林（David Shifrin）
- 葉強（John Bruce Yeh）

### 奧地利
- 阿弗列德·普林茲（Alfred Prinz）
- 俄斯特·歐騰薩梅爾（Ernst Ottensamer）
- 彼得·施密德（Peter Schmidl）

### 比利時
- 華特·畢肯斯（Walter Boeykens）

### 加拿大
- 詹姆士·坎貝爾（James Campbell）

### 英國
- 傑克·布萊梅爾（Jack Brymer）
- 艾瑪·強生（Emma Johnson）
- 思雅·金（Thea King）
- 安東尼·裴（Antony Pay）
- 葛凡斯·裴耶（Gervase de Peyer）

### 德國
- 迪特·克利克（Dieter Klöcker）
- 卡尔·莱斯特（Karl Leister）
- 萨宾娜·迈耶（Sabine Meyer）
- 赫伯特·史塔爾（Herbert Stahr）

### 法國
- 米歇爾·亞利格農（Michel Arrignon）
- 路易·卡優札克（Louis Cahuzac）
- 亞歷山卓·卡本納（Alessandro Carbonare）
- 傑克·朗斯洛（Jacques Lancelot）
- 保羅·梅耶（Paul Meyer）
- 米歇爾·波特（Michel Portal）

### 荷蘭
- 亨利·博克（Henri Bok）——低音單簧管獨奏家
- 喬治·彼得生（George Pieterson）

### 瑞典
- 凱爾·費傑斯（Kjell Fageus）
- 马丁·法锐德 (Martin Fröst（页面存档备份，存于）)

### 瑞士
- 艾德華·布魯納（Eduard Brunner）

### 臺灣
- 賴俊諺（Julien Chun-Yen Lai ）

## 著名品牌
- Buffet Crampon
- Henri Selmer Paris
- Leblanc
- Yamaha

## 外部連結
- 香港單簧管中心 Hong Kong Clarinet Center（页面存档备份，存于）